# Hitoshi Nakata
Hitoshi Nakata (født 17. januar 1962) er en tidligere japansk fodboldspiller og træner.
Han har spillet for flere forskellige klubber i sin karriere, herunder Fujita Industries og Otsuka Pharmaceutical.
Han har tidligere trænet Nagoya Grampus Eight og Yokohama FC.